# Millcreek Township
Milcreek Township est un township américain dans le comté d'Érié, en Pennsylvanie,. En 2010, il comptait une population de 53 515 habitants. Baigné par le lac Érié, il s'y avance via la péninsule appelée Presque Isle.

## Démographie
Lors du recensement de 2010, le township comptait une population de 53 515 habitants. Elle est estimée, en 2018, à 53 037 habitants.